# Битка при Лас Гуасимас
Битката при Лас Гуасимас от 24 юни 1898 г. е испанска акция на генерал-майор Антеро Рубин срещу настъпващите колони, водени от генерал-майор Джоузеф Уийлър и първата сухопътна битка в Испано-американската война. Битката се разгръща от опита на Уийлър да щурмува испанските позиции при Лас Гуасимас де Севиля, в джунглите около Сантяго де Куба с 1-ва американска доброволческа кавалерия и 10-та редовна кавалерия.

## Битката
Наближавайки 24 юни, американските доклади предполагат, че испанците се окопават с полеви оръдия; обаче, кубинските разузнавачи им противоречат разкривайки, че испанците се готвят да изоставят позицията си. Всъщност испанските войски са получили заповеди да се върнат към Сантяго. Уийлър иска помощ от прикрепените кубински сили за незабавна атака, но техният командир полковник Гонсалес Клавел отказва. Уийлър решава да атакува така или иначе, бързайки с хората си напред с две полеви оръдия.
По време на битката Уийлър, бивш офицер от Конфедерацията се предполага, че е извиква „Хайде, момчета! Проклетите янки отново бягат!“. Силите на Уийлър се местят, за да обградят първата бойна линия на испанците, атакувайки предния и десния фланг, но са отблъснати. По време на пауза в боевете и двете страни укрепват позициите си. Испанците изпращат напред две роти от батальона "Сан Фернандо", заедно с артилерия. След обяд атаката на САЩ е подновена, но испанският временен батальон за Пуерто Рико отново спира американското нападение.
След спиране на американското настъпление, испанците възобновяват изтеглянето си към Сантяго. Битката струва на силите на САЩ седемнадесет убити и петдесет и двама ранени, докато испанските сили претърпяват седем убити и четиринадесет ранени. Американската "жълта" преса, която не е запозната с фактите, описва битката като поражение на испанците; по-късно историците сериозно обвиняват Уийлър, че е пропилял живота на хората си във фронтална атака.